# Oberappellationsgericht Dresden
Das Oberappellationsgericht Dresden war von 1835 bis 1879 das oberste Gericht im Königreich Sachsen mit Sitz in Dresden.

## Geschichte
Mit dem Gesetz, die höheren Justizbehörden und den Instanzenzug in Justizsachen betreffend vom 28. Januar 1835 wurde die sächsischen Ober- und Mittelgerichte neu organisiert.
An der Spitze des Instanzenzugs stand nun das neu gebildete Königliche Oberappellationsgericht Dresden. Es ersetzte das Sächsische Appellationsgericht. Darunter waren mehrere Appellationsgerichte angesiedelt. Deren Sprengel beschrieb die Ausführungsverordnung vom 28. März 1835.
| Appellationsgericht          | Sitz     | Sprengel |
| ---------------------------- | -------- | --- |
| Appellationsgericht Dresden  | Dresden  | der Meißnische Kreis ohne die Ämter Oschatz und Stolpen und mit dem Amt Dippoldiswalde                                                       |
| Appellationsgericht Budissin | Budissin | die Oberlausitz und das Amt Stolpen |
| Appellationsgericht Leipzig  | Leipzig  | den Leipziger Kreis einschließlich der Schönburgschen Lehnsherrschaften Penig, Rochsburg und Wechselburg, das Amt Oschatz und das Amt Nossen |
| Appellationsgericht Zwickau  | Zwickau  | der Rest des Erzgebirgischen Kreises sowie den Vogtländischen Kreis                                                                          |

Den Appellationsgerichten war eine Vielzahl unterschiedlicher Gerichte nachgeordnet. Dies waren vor allem die Königlichen Justizämter sowie Königlichen Gerichte, die Magistratualischen Gerichte (Stadträte oder Stadtgerichte) und die Patrimonialgerichte.
Mit dem Gesetz, die künftige Einrichtung der Behörden erster Instanz für Rechtspflege und Verwaltung betreffend vom 11. August 1855 wurden die Eingangsgerichte neu geordnet. Die Patrimonialgerichte wurden endgültig aufgelöst, Verwaltung und Rechtsprechung getrennt. Die Details der Verwaltungsreform regelte das sächsische Gerichtsverfassungsgesetz vom 11. August 1855 und die Verordnung über die Bildung der Gerichtsbezirke vom 2. September 1856.
Eingangsgerichte waren nur die Gerichtsämter und Bezirksgerichte. Als mittlere Instanz wurden vier Appellationsgerichte eingerichtet. Oberste Instanz war weiter das Oberappellationsgericht Dresden. 1879 wurde es aufgehoben und das Oberlandesgericht Dresden an seiner Stelle eingerichtet. Als oberstes Gericht wurde im Kaiserreich Deutschland das Reichsgericht eingerichtet.

## Richter
- Gottfried Ernst Schumann Präsident (1835–1856)
- Friedrich Albert von Langenn Präsident (1846–1867)
- Conrad Sickel Präsident (1867–1872)
- Anton von Weber Rat (1858–1859), Präsident (1872–1879)
- Karl August Gottschalk Vizepräsident (1835–1842)
- Eduard Siebenhaar Vizepräsident (1869–1873)